# Schwarzenbrunn (Eisfeld)
Schwarzenbrunn ist ein Ortsteil der Stadt Eisfeld im Landkreis Hildburghausen in Thüringen.

## Geschichte
Das Dorf wurde 1317 erstmals urkundlich erwähnt. Im 19. Jahrhundert wurde Sophienau eingemeindet. Am 1. Juli 1950 wurden die zuvor selbständigen Orte Schwarzenbrunn und Sachsendorf zusammengeschlossen. Der damalige Gemeinderat einigte sich auf den Namen Sachsenbrunn. Zum 1. Januar 2019 kam Schwarzenbrunn im Zuge der Eingemeindung von Sachsenbrunn zur Stadt Eisfeld.

## Persönlichkeiten
- Horst Steigleder (* 1930), Kapitän zur See a. D. und Militärhistoriker